# Saskia Reeves
Saskia Reeves (Paddington (Londen), 16 augustus 1961) is een Britse actrice.

## Biografie
Reeves werd geboren in de wijk Paddington van Londen bij een Nederlandse moeder en een Britse vader in een gezin van twee kinderen. Zij studeerde af aan de toneelschool Guildhall School of Music and Drama in Londen.
Reeves begon in 1984 met acteren in de film Last Day of Summer, waarna zij nog meerdere rollen speelde in films en televisieseries. Zij speelde onder andere in Waking the Dead (2003), Luther (2010), Wallander (2010-2012) en Shetland (2016). Naast het acteren voor televisie is zij ook actief in lokale theaters. In de begindagen van haar carrière trad zij ook op in het poppentheater.

## Filmografie

### Films
Uitgezonderd korte films..
- 2024 The Outrun - als Annie
- 2021 Creation Stories - als Helen
- 2020 Shadows - als moeder
- 2020 Delia Derbyshire: The Myths and Legendary Tapes - als Maddalena Fagandini / Jen / actrice
- 2019 The Tragedy of King Richard the Second - als Bushy / Green / Duchess of York
- 2017 The Child in Time - als Thelma
- 2017 King Lear: Live from Shakespeare's Globe - als Kent
- 2017 Landgericht - als mrs. Hales
- 2016 De premier - als president van de VS
- 2016 Our Kind of Traitor - als Tamara
- 2015 The Program - als dokter op conference
- 2014 Salting the Battlefield - als Anthea Catcheside
- 2013 Nymphomaniac - als verpleegster
- 2013 Mindscape - als Michelle Greene
- 2011 Page Eight - als Anthea Catcheside
- 2010 National Theatre Live: A Disappearing Number - als Ruth Minnen
- 2010 Canoe Man - als Anne Darwin
- 2009 Red Riding: In the Year of Our Lord 1983 - als Mandy Wymer
- 2008 Me and Orson Welles - als Barbara Luddy
- 2007 The Last Days of the Raj - als Lady Mountbatten
- 2007 Unknown Things - als mrs. Hoogstraten
- 2005 The Strange Case of Sherlock Holmes & Arthur Conan Doyle - als Louise Doyle
- 2005 The Commander: Virus - als Eileen Judd
- 2004 A Line in the Sand - als Meryl Rogers
- 2003 Suspicion - als Julie Hopcroft
- 2003 The Tesseract - als Rosa
- 1999 A Christmas Carol - als mrs. Cratchit
- 1999 Heart - als Maria Ann McCardle
- 1998 L.A. Without a Map - als Joy
- 1996 Different for Girls - als Jean
- 1995 Cruel Train - als Selina Roberts
- 1995 The Perfect Match - als Bridget
- 1995 I.D. - als Lynda
- 1995 Butterfly Kiss - als Miriam
- 1994 A Summer Day's Dream - als Irina Shestova
- 1994 Traps - als Louise Duffield
- 1994 Citizen Locke - als Lady Marsham
- 1992 The Bridge - als Isobel Heatherington
- 1991 Close My Eyes - als Natalie Bryant
- 1991 December Bride - als Sarah Gilmartin
- 1984 Last Day of Summer - als Linda

### Televisieseries
Uitgezonderd eenmalige gastrollen.
- 2022-2023 Slow Horses - als Catherine Standish - 17 afl.
- 2020 Roadkill - als Helen Laurence - 3 afl.
- 2020 Us - als Connie Petersen - 4 afl.
- 2020 Belgravia - als Ellis - 6 afl.
- 2018 Collateral - als Deborah Clifford - 2 afl.
- 2017 Silent Witness - als DS Maureen Steele - 2 afl.
- 2016 Shetland - als Freya Galdie - 5 afl.
- 2015 Wolf Hall - als Johane Williamson - 5 afl.
- 2013 From There to Here - als Claire - 3 afl.
- 2010-2012 Wallander - als Vanja Andersson - 2 afl.
- 2012 One Night - als Sally - 3 afl.
- 2010 Luther - als Rose Teller - 7 afl.
- 2006 Spooks - als Sally Bernard - 2 afl.
- 2004 Island at War - als Cassie Mahy - 6 afl.
- 2003 Waking the Dead - als dr. Laurie Poole - 2 afl.
- 2000 Dune - als Lady Jessica Atreides - 3 afl.
- 1997 Plotlands - als Chloe Marsh - 6 afl.

- Bibliothèque nationale de France: cb142195673 (data)
- Catàleg d'autoritats de noms i títols de Catalunya: 981058522305806706
- Gemeinsame Normdatei: 142515957
- International Standard Name Identifier: 0000 0001 2020 9758
- Library of Congress Control Number: no2002077144
- Nationale Bibliotheek van Tsjechië: xx0184188
- Nationale Bibliotheek van Israël: 987007424735605171
- Nationale Bibliotheek van Polen: a0000002215922
- Nederlandse Thesaurus van Auteursnamen: 120236567
- Système universitaire de documentation: 233097775
- Virtual International Authority File: 11978651
- WorldCat: E39PBJjtfcW9kxDXjckprg9JjC